# Ski Magazine (premier titre)
Pour les articles homonymes, voir Ski Magazine.
Ski Magazine est un magazine de ski, créé en novembre 1968 par l'Union des éditions modernes (du groupe Filipacchi), et dont la parution cesse en décembre 1990.

## Historique
Entre 1961 et 1963, le Syndicat national des moniteurs du ski français publie 6 numéros d'un magazine intitulé Ski moniteur. Ce magazine devient Ski Flash , qui est édité par la Société d'édition et de propagande des Ecoles du ski français. Le numéro 37 est publié en avril-mai 1972.
Parallèlement, en octobre 1967, l'Union des éditions modernes (du groupe Filipacchi), lance le magazine Ski dont 6 numéros paraissent jusqu'en octobre 1968. Le 4 octobre 1968, cette maison d'édition dépose la marque Ski Magazine à l'INPI (qui sera prolongée en 1978 et en 1988).  
En novembre 1968, le magazine Ski devient Ski magazine. Le premier exemplaire porte le numéro 7, prenant ainsi la suite des 6 numéros du magazine Ski.
Après 32 publications, Ski Magazine fusionne en 1972 avec Ski Flash (dont la publication était stoppée depuis 4 ans). Le nouveau magazine est baptisé Ski Flash Magazine . Il est édité par l'Union des éditions modernes. La numérotation du magazine reprend an numéro 1, qui sort en novembre 1972. En mars 1984, le numéro 64 est le dernier exemplaire de Ski Flash Magazine.
L'année 1984 voit le journal reprendre son nom initial Ski Magazine. Le premier magazine de la nouvelle série porte le numéro 65 (en continuité avec Ski Flash Magazine). Il est édité par Edimondes - Loisirs. Le dernier numéro publié en décembre 1990 est le 98.
Une douzaine d'années plus tard, sera lancé un périodique portant le même nom Ski Magazine, mais ce dernier n'a aucun rapport avec le journal qui fait l'objet du présent article.

## Description
En près de 40 années de publication, les logos des différents magazines ont été :

Ski Flash 1963-68
Ski Magazine 1968-1972
Ski Flash Magazine 1972-84
Ski Magazine 1984-89
Ski Magazine 1990

Le magazine traite de toutes les formes de ski au fur et à mesure de leur apparition : ski alpin, fond et ski de randonnée dès le début avant d'intégrer notamment le ski acrobatique, le monoski, le snowboard, etc. en abordant l'aspect compétition et loisirs. Il décrit les stations de ski et leurs équipements, ainsi que les matériels et les techniques des différentes pratiques.
Roger Thérond a été Directeur associé de Ski Magazine à la création du journal. Par ailleurs, la direction technique de Ski Flash et Ski Flash Magazine a été assurée par Georges Joubert.

## Concurrence
Les principaux magazines concurrents étaient :
- Ski Sports d'hiver / Le Ski entre 1940 et 1966
- Ski français (créé en 1940)